# Борщівська слобода
Борщівська слобода (рос. Слобода Борщевская, пол. Borszczówka) — колишня слобода у Кичкирівській волості Радомисльського повіту Київської губернії та Борщівській сільській раді Радомишльського району Малинської й Волинської округ.

## Населення
В кінці 19 століття кількість населення становила 152 осіб, з них чоловіків — 81 та 71 жінка, дворів — 15, за іншими даними — 18 дворів та 139 мешканців.

## Історія
До 1839 року православні мешканці слободи зараховувалися до парафії в Чайківці, а після об'єднання уніатських церков поселення причислене до парафії в Борщеві.
В кінці 19 століття — власницька слобода біля с. Борщів Кичкирівської волості Радомисльського повіту Київської губернії. Відстань до повітового міста Радомисль, де розміщувалися поштово-телеграфна та поштова (земська) станції — 9 верст, до найближчої залізничної станції (Житомир) — 47 верст, до найближчої пароплавної станції, в Києві — 104 версти. Основним заняттям мешканців було рільництво. Землі — 132 десятини, з котрих поміщикам належало 115 десятин, іншим прошаркам — 17 десятин. Слобода належала П. К. Гринцевичу, котрий вів господарство самостійно, застосовував трипільну сівозміну.
У 1923 році увійшла до складу новоствореної Борщівської сільської ради, котра, 7 березня 1923 року, включена до складу новоутвореного Радомишльського району Малинської округи.
Виключена з облікових даних до 1 жовтня 1941 року.